# Goran Sablić
Goran Sablić (Sinj, 8 oktober 1979) is een Kroatisch voormalig voetballer (verdediger) die van 2002 tot en met 2010 voor de Oekraïense eersteklasser Dynamo Kiev uitkwam en voetbalcoach. Voordien speelde hij voor Hajduk Split. In mei 2013 werd Sablić hoofdtrainer van de Kroatische voetbalclub RNK Split, maar werd na 3 wedstrijden ontslagen.
Sablić speelde in de periode 2002-2006 vijf interlands voor de Kroatische nationale ploeg.

## Carrière
- 1998 – 2003:  Hajduk Split
- 2003 – 2010:  Dynamo Kiev
  - 2007 – 2008: →  Hajduk Split (op huurbasis)

## Statistieken

### Internationale wedstrijden
| #                                    | Datum      | Wedstrijd                       | Uitslag | Soort Wedstrijd      | Goals |
| ------------------------------------ | ---------- | ------------------------------- | ------- | -------------------- | ----- |
| 1.                                   | 17-04-2002 | Kroatië - Bosnië en Herzegovina | 2-0     | Vriendschappelijk    | 0     |
| 2.                                   | 08-05-2002 | Kroatië - Hongarije             | 2-0     | Vriendschappelijk    | 0     |
| 3.                                   | 09-02-2005 | Israël - Kroatië                | 3-3     | Vriendschappelijk    | 0     |
| 4.                                   | 16-08-2006 | Kroatië - Italië                | 2-0     | Vriendschappelijk    | 0     |
| 5.                                   | 06-09-2006 | Rusland - Kroatië               | 0-0     | EK Kwalificatie 2008 | 0     |
| Totaal                               | Totaal     | Totaal                          | Totaal  | Totaal               | 0     |
| Laatst bijgewerkt op 08-08-'11 18:27 |            |                                 |         |                      |       |

## Erelijst
Dynamo Kiev
- Oekraïense voetbalbeker (4): 2002/03, 2004/05, 2005/06, 2006/07
- Vysjtsja Liha (4): 2002/03, 2004/05, 2005/06, 2006/07